# 7109 Heine
7109 Heine (1983 RT4) là một tiểu hành tinh vành đai chính được phát hiện ngày 1 tháng 9 năm 1983 bởi Karachkina, L. G. ở Nauchnyj.